# Shaka de Virgo
Shaka (シャカ?) es un personaje del manga y anime Saint Seiya. Fue el Santo de oro de Virgo. Durante su niñez recibió enseñanzas de Buda, dentro de la serie él fue el primero en despertar el octavo sentido. Según el Taizen, Shaka es el santo que posee el mayor cosmos entre los santos de oro, tanto así que es considerado el hombre más cercano a ser un dios. Por un error en el doblaje hispanoamericano se le consideró el más cercano al Gran Maestro (Pontífice). Es considerado el Buda de su propia generación, ya que Siddhartha Gautama fue su propio maestro y que, al alcanzar el Nirvana, el Buda trasciende el Samsara.
A pesar de tener varias menciones como el más poderoso de los caballeros, hay menciones del mismo tipo para otros santos dorados como Dohko de Libra, Saga de Géminis o Aioria de Leo; sin embargo, Masami Kurumada ha asegurado durante entrevistas que los caballeros dorados tienen niveles similares y que no tiene intención de señalar a alguno en específico como el más poderoso.